# Ostha diplosticta
Ostha diplosticta là một loài bướm đêm trong họ Noctuidae.